# Akron/Family
Akron/Family est un groupe de rock expérimental américain. Il est influencé par la folk et formé en 2002. Ses membres vivent actuellement à Portland (Oregon), Los Angeles (Californie) et Joshua Tree (Californie).

## Biographie

### Débuts (2003–2006)
Entre 2003 et 2007, le groupe est popularisé socialement à Williamsburg, Brooklyn, autour du coffee shop Gimme! Coffee. La plupart des événements qui s'y sont déroulés montraient le groupe jouant de nouveaux morceaux.
En 2003, le groupe envoie des démos à Michael Gira, du label Young God Records, qui les signe l'année suivante. Akron/Family, qui comprend des morceaux déjà enregistré dans leur appartement à Brooklyn, est publié en mars 2005 Le même mois sort Sing "Other People" d'Angels of Light sur lequel Akron/Family a servi de backing band. Des tournées aux États-Unis et en Europe suivent avec Gira — jouant sous le nom d'Angels of Light. Leur prochaine sortie, Akron/Family and Angels of Light, un split album avec Angels of Light, suit en octobre 2005. Peu après la sortie de Meek Warrior en octobre 2006, le groupe enregistre sept démos pour la radio WNYC.

### Love Is Simple(2007)
En septembre 2007, Ryan Vanderhoof quitte le groupe en bons termes après la sortie de l'album Love Is Simple. La tournée d'Akron/Family en septembre 2007 fait participer le groupe Megafaun et Greg Davis qui rejoindra Akron/Family sur scène pour former un septuor. Megafaun et Greg Davis jouent aussi avec Akron/Family pour leur tournée sur la côte ouest en octobre 2007. The Dodos y joueront comme groupe d'ouverture. Au printemps 2008, le groupe tourne avec Megafaun.

### Set 'Em Wild, Set Em Free(2008–2011)
Le 5 octobre 2008, le groupe annonce un nouvel album. Intitulé Set 'Em Wild, Set Em Free, l'albu mest publié le 5 mai 2009 au label Dead Oceans Records. Crammed Discs le rééditera en Europe la même date. Le 15 février 2009, Set 'Em Wild, Set Em Free fuite sur Internet. Entre l'été et la fin 2009, Akron/Family effectue une tournée en têtes d'affiche avec Slaraffenland en ouverture, et Jeffrey Lewis and the Junkyard en soutien.

### Akron/Family II(2011–2012)
Akron/Family envoie un e-mail confirmant le titre de leur prochain album. Une version suspecte de l'album fuite sur Internet le 24 décembre 2010. Une autre et différente version de l'album fuite le 28 décembre 2010. Mais l'album actuel fuite le 13 janvier.
Le groupe participe à l'album The Seer des Swans en 2012, sur le morceau A Piece of the Sky. À cette période, un engouement pour le groupe apparait lorsqu'il reprend le logo de squelette auprès de Man Is the Bastard.

### Sub Verseset pause (2013)
Leur sixième album, Sub Verses, est publié le 30 avril 2013, chez Dead Oceans. Ils tournent en son soutien dès le 23 janvier 2013, et concluent le 8 décembre 2013.Après leur tournée japonaise en décembre 2013, Akron/Family décide de mettre en suspens et de se consacrer à ses projets parallèles.

## Discographie

### Albums studio
- 2005 : Akron/Family
- 2005 : Akron/Family and Angels of Light
- 2006 : Meek Warrior
- 2007 : Love Is Simple
- 2009 : Set 'Em Wild, Set 'Em Free
- 2011 : Akron/Family II: The Cosmic Birth and Journey of Shinju TNT
- 2013 : Sub Verses